# L'Atelier du Diable
L'Atelier du Diable (Chladnou zemí), publié en 2009 par les éditions Torst (cs), est un roman de l'écrivain tchèque Jáchym Topol.

## Résumé
Dans les années 1970 ou 1980, dans les ruines de la forteresse-camp de Theresienstadt (Tchécoslovaquie), un enfant vit, parmi quelques autres enfants, quelques adultes et des chèvres, ignorés du Mémorial officiel.
Dans les années 1990, sous la direction d'un vieil homme inspiré, il enregistre les vestiges du camp, développe une action de résurrection, en direction des deuxième et troisième génération des descendants des victimes. Naît ainsi une communauté qui entretient la mémoire, de manière artisanale,originale et efficace, et s'oppose aux projets immobiliers qui veulent tout raser.
Dans les années 2000, exfiltré en Biélorussie, sous la direction de groupes politiques et économiques, il est invité à participer à la création à Khatyn d'un énorme  européen du génocide, avec cet atelier du Diable.

## Développements
Le récit est assuré par un narrateur anonyme, masculin, sans âge, sans famille.
L'action se déroule pour l'essentiel à Terezín (République tchèque), l'ancienne Theresienstadt, un peu à Prague, et se poursuit en Biélorussie (Minsk et Khatyn).
Dans les ruines de Theresienstadt, au centre, trône le Mémorial aux combattants soviétiques et aux patriotes martyrs tchèques, avec conseillers et érudits, avec les sentiers pédagogiques du génocide, parcours touristiques subventionnés signalant les horreurs de la guerre aux délégations de l'Europe de l'Est.
Autour, c'est les ruines de la forteresse, toutes zones interdites confondues, mais qu'habitent encore des exclus, dans des abris de fortune, des fosses, une cour des miracles.
Les adultes de référence, c'est la première génération d'après les camps, le père, la mère, l'oncle Lebo, né clandestinement au camp, le tonton de toute la marmaille de Theresienstadt, et les trois vieilles du voisinage, tata Fririchova, tata Hoorprikova, tata Dohnalova, tous héros de la libération.
Le père, enfant-tambour-mascotte, est arrivé avec les libérateurs, a retiré de sa tombe la mère, condamnée pour avoir été enceinte au camp, est devenu un chef, d'orchestre, de musique, de la fanfare militaire.
Leur enfant est chevrier, et élève de l'école militaire, souvent déserteur, finalement renvoyé.
Le reste du temps, comme tous les enfants, il fouille les ruines, les catacombes, les galeries, les souterrains, il recopie des inscriptions, il ramène des vestiges, pour la collection de l'oncle Lebo (tout retrouver et tout conserver).
Sa mère, un peu folle, plus guère visitée que par Lebo, se pend, à cause du père.
Son père, après une dispute avec le fils qui a l'âge de rendre les coups, fait une chute et meurt.
L'enfant est arrêté, condamné à pas mal d'années de prison.
À la prison de Pankrác (Prague), assez vite, sa sérénité contagieuse apaise les condamnés à mort pour leurs derniers déplacements. M. Mara, le bourreau, soldat et communiste, mais cybernéticien et condamné, fait de lui son assistant. Il l'initie à l'informatique, entre autres avec un jeu qu'il programme. À l'abolition de la peine de mort, libéré par anticipation, il est pris en charge à la sortie par Lebo, et la voiture de Hamaçek.
Les Russes ont quitté la Tchécoslovaquie, qui s'est rapprochée de l'Europe ; le Mémorial périclite, les touristes diminuent, les autres enfants se sont dispersés.
Il devient l'assistant de Lebo, pour enregistrer sur ordinateur toutes les traces des disparus du camp, et communiquer avec l'extérieur : demande de soutien aux célébrités, appel de dons, pétition, lettre de supplication pour sauver la ville de la destruction... 
On ne voulait pas de nous. On gênait les bulldozers (p. 32). Le club des acharnés à rester en ville, ce sont les infirmes, les vieux, les grand-mères.
Rolf, journaliste, écrit sur Lebo, le Gardien de Theresienstadt (et moi, son bras droit) : La ville de l'horreur absolue doit être conservée pour la mémoire de l'humanité (p. 39). Et les gens répondent.
Lebo décide de squatter la dernière maison, et c'est le début de ce qui va devenir le Comenium, en hommage à Jan Amos Komenský, dit Comenius (p. 57).
Les gens de la deuxième et de la troisième génération d'après les camps commencent à se répandre en Europe de l'Est, mettons en Europe centrale, puisque même la Russie n'est pas à l'Est mais au centre. Ils viennent sentir et, rongés d'angoisse, ils s'effondr(ent) psychiquement, puis certains s'aventurent dans la zone dévastée, vers le Comenium, pour écouter la mémoire de Lebo, toucher les reliques.
Sarah est la première à s'installer. Occidentale, suédoise, elle sait qu'une vingtaine de ses ancêtres sont morts à Theresienstadt. Elle visite les logements, discute avec les vieux et les vieilles, et décide de vivre dans la ville de la mort. Pour réanimer la ville, elle propose de vendre aux touristes des souvenirs, achetés à Prague et personnalisés ou plutôt détournés : assiettes, verreries, T-shirts Kafka, du genre Si Kafka avait survécu à sa mort, on l'aurait tué ici. (p. 46.
Sarah gère l'argent. Une fois, à Prague, tous les deux assistent à une attaque d'un commando de la Garde patriotique contre une bande de jeunes Roms.
La très grande Lea lance la pizza-ghetto. La communauté s'élargit, autour de Lebo. On s'agrandit, on monte un stand, une tente, on organise des danses, des ateliers joyeux, pour asseoir la réputation, attirer les gens et les subventions de l'UE. Deux Biélorusses, Alex et Marouchka lancent des idées.
Ils lui proposent de les rejoindre en Biélorussie, pour une entreprise plus large, comme expert occidental, avec sur une clé USB la liste des donateurs, en fournissant une clé de casier de l'aéroport de Prague. Quand un matin arrivent bulldozers, policiers, gendarmes, hélicoptère, il a juste le temps de récupérer sa clé, l'Araignée, incendier l'ordinateur pour effacer traces et archives (et accessoirement le dortoir et ceux qui y dormiraient encore). Il se cache, fuit, cherche à échapper aux voitures de patrouille, parvient à l'aéroport, accueilli par Marouchka en uniforme biélorusse, drogué, menotté...
Au réveil, il est à Minsk. Marouchka lui fait traverser à pied une Ville Solaire, reconstruite, aux murs droits, longs, solides, et dans les manifestations. En pleine tempête de neige, ils prennent un souterrain, passent vers le cercueil d'une des 53 fiancées (mortes à l'issue d'un concert en 1999), parviennent à un bar, où ils voient à la télévision le Président décréter (en russe) la loi martiale. Ils fuient par les toilettes et s'introduisent difficilement au Musée, une sorte de Mémorial monumental, descendent dans les sous-sols, un immense charnier, où on récupère ossements et accessoires (bagues, dent, boutons, etc), traces des massacres allemands, russes, et autres. Mark Isakiévitch Kagan l'accueille : Cher collègue, [...] votre travail en Europe avec vos charniers pieusement entretenus et librement visités est un modèle pour nous (p. 111).
Votre Theresienstadt, c'est de la gnognotte (p. 105), Katyn, à côté, c'est de la blague (p. 108). L'objectif est de faire mieux que Spielberg, proposer au monde quelque chose d'unique : Khatyn accueillera l'Atelier du Diable, un Musée pour l'Europe et le monde (p. 123), le mémorial européen du génocide (p. 125. Une épique opération de nettoyage (la patience du peuple biélorusse est à bout, sac de rats contaminés...) est organisée, avec l'accord du Président, une automitrailleuse emmène vers Khatyn les responsables, dont le très vieux Luis Tupanabi, d'origine tchèque, une ruine. Là, Alex lui fait visiter la ville, le bunker, la création de Luis : des personnages (volontaires) momifiés avec enregistrements audio (le récit, l'authenticité), dont oncle Lebo, éternellement vivant, et un atelier de fabrication d'oranges ou tsantzas.
La colère monte, le personnage frappe. Marouchka l'accompagne un temps, fournit les révélations nécessaires, et dans la bagarre se plante la seringue dans le corps. L'Atelier du Diable est en flammes. Il se retrouve à marcher seul, parvient au mont-Noir, colline-cimetière-charnier, d'origine incertaine. Il y retrouve Ula, et ses prélèvements, accompagnée encore par Flodor et Igor, attachés du Ministère du Tourisme. Puis...

## Contexte
- Tourisme mémoriel
- Si la Biélorussie ne planifie pas la réhabilitation de ses sanctuaires, elle n'entrera pas dans l'Union européenne (p. 165).

## Accueil
La recension francophone est peu nombreuse et très favorable : texte burlesque et violent : comment rentabiliser le tourisme mémoriel, la mort mise à profit.

## Récompenses et distinctions
- 2010 : Prix Jaroslav Seifert (en)